# Единый день голосования 2 декабря 2007 года

Карта региональных выборов 2 декабря 2007 года.
Парламентские
Референдумы

2 декабря 2007 года, согласно данным Центральной избирательной комиссии Российской Федерации, прошло 487 выборных кампаний различного уровня, включая выборы Государственной Думы Федерального собрания Российской Федерации пятого созыва, выборы глав 78 муниципальных образований и законодательных собраний 9 субъектов федерации. Строго говоря, этот день не был единым днём голосования, однако тогда было принято решение провести избирательные кампании именно под парламентские выборы.

## Законодательные собрания субъектов федерации

#### Бурятия
- Единая Россия 22
- КПРФ 4
- ЛДПР 4
- Справедливая Россия 3

#### Камчатский край
- Единая Россия 18
- КПРФ 4
- ЛДПР 3
- Патриоты России 2

#### Краснодарский край
- Единая Россия 25
- КПРФ 6
- Справедливая Россия 4

#### Мордовия
- Единая Россия 22
- КПРФ 2

#### Пензенская область
- Единая Россия 12
- КПРФ 2
- Справедливая Россия 1

#### Саратовская область
- Единая Россия 14
- КПРФ 2
- Справедливая Россия 2

#### Смоленская область
- Единая Россия 15
- КПРФ 5
- ЛДПР 4

#### Северная Осетия
- Единая Россия 25
- КПРФ 6
- ЛДПР 4

#### Удмуртия
- Единая Россия 31
- КПРФ 7
- ЛДПР 7
- Справедливая Россия 5